# Tetrahydroharmin
Tetrahydroharmin (THH) ist ein Indolalkaloid, das zu den Stoffgruppen der β-Carboline und Harman-Alkaloide zählt.

## Vorkommen

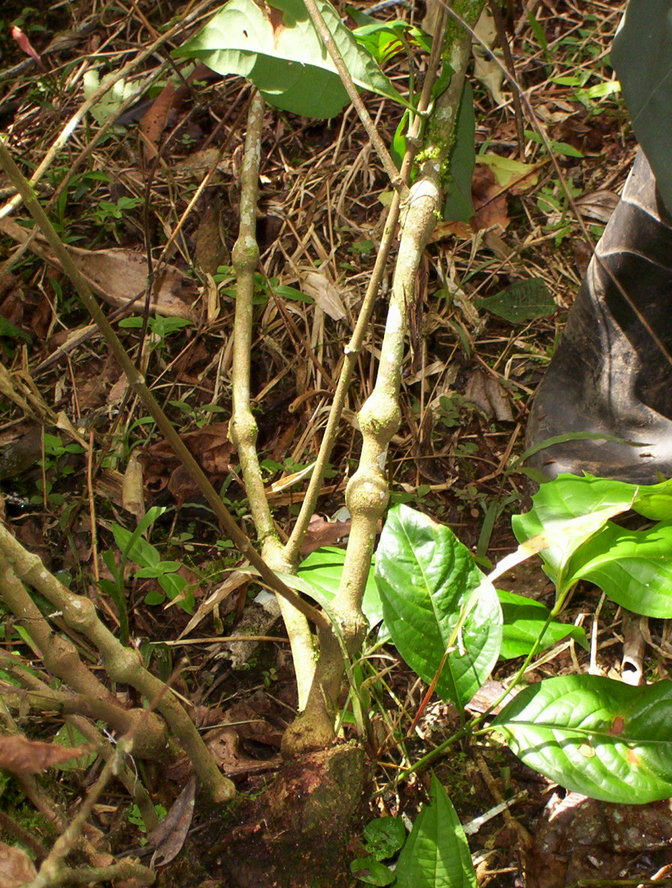
Banisteriopsis caapi

Es kommt in der Lianenart Banisteriopsis caapi und in den Samen der Steppenraute (Peganum harmala) vor.

## Physiologische Wirkung
Tetrahydroharmin ist schwacher Serotonin-Wiederaufnahmehemmer, jedoch kein Monoaminooxidase-Hemmer.